# Тахмасиб, Мамедгусейн Абасгули оглы
Мамедгусейн Абасгули оглы Тахмасиб (азерб. Məmmədhüseyn Abbasqulu oğlu Təhmasib) — азербайджанский советский писатель, литературовед-фольклорист, драматург и сценарист. Доктор филологических наук (1965), профессор (1970).

## Биография
Мамедгусейн Тахмасиб родился в 1907 году в городе Нахичевань. В 1927 году окончил Бакинский педагогический техникум. Затем 3 года проработал учителем в школе в Нахичевани. 
В 1933 году окончил факультет языка и литературы Азербайджанского педагогического института. С 1933 по 1936 годы работал методистом отделов просвещения в Кюрдамире, Али-Байрамлы, Гойчае. С 1939 года работал в Азербайджанском государственном университете главным преподавателем, доцентом (1951—1959) факультета филологии. 
С 1944 года был научным сотрудником в отделении народного творчества Института языка и литературы Академии наук Азербайджанской ССР. В 1965 году защитил диссертацию на соискание учёной степени доктора филологических наук по теме «Азербайджанские народные дастаны (средние века)».

## Творчество
Литературную деятельность начал в 1934 году. В 1938 году в журнале «Революция и культура» был напечатан сценарий М. Тахмасиба «Гачаг Наби». В 1960 году им написаны сценарии «Можно ли его простить», «Тайна одной крепости», по которым сняты одноимённые фильмы. Пьесы-сказки «Весна» (1938), «Логово тигра» (1941), «Цветущие мечты» (1951), «Индийская сказка» (1956), «В мире рубаи» (1968) были с успехом поставлены на сценах республиканских театров. 
В 1946—1977 годах участвовал в составлении и подготовке к изданию произведений народного творчества «Кёроглу», «Анекдоты Моллы Насреддина», «Ашуг Алескер», «Китаби деде Коркуд», «Азербайджанские дастаны».
Автор книги «Китаби Деде Коркут» (1940) (в переводе В. В. Бартольда «Книга моего деда Коркута», 1950).